# Крута війна
Крута війна — науково-фантастичний роман американського письменника Фредеріка Пола, опублікований у 1981 році видавництвом Дель Рей Букс.

## Сюжет
Подібно до багатьох романів Пола, цей роман починається у світі, який постраждав через кризу, у цьому випадку втрату викопного палива. Сонячна енергія є основним, хоча й недостатнім джерелом енергії. Електропостачання вимірюється та відключається, якщо вдома перевищує максимальний обсяг споживання. «Енергетичне свинарство», марнотратне використання електроенергії є злочином.
Преподобний Г. Горнсвелл «Горні» Хейк втягується у «Класну війну», у якій кожна країна намагається саботувати економіку своїх суперників, навіть якщо політично вони є союзниками. Наприклад, він керує партією школярів, які подорожують Європою. Однак діти є носіями важкої грипоподібної хвороби, яка вражає лише дорослих віком від 30 до 50 років, людей «розквіту життя», які, як правило, керують бізнесом і урядом у промислово розвинених країнах. У результаті промислове виробництво в Європі різко падає. Група, яка створила інфекцію, відома лише як «Команда» і складається з колишніх агентів ЦРУ та інших організацій.
Однак війна породила групу людей, які отримують прибуток від її продовження та можуть пригнічувати технології, які можуть вирішити проблеми людства. Зокрема, нова форма збору сонячної енергії базується на біоінженерних «соняшниках», які, хоча технічно рослини, мають надзвичайно світловідбиваючі пелюстки, і їх можна навчити фокусувати світло з великої площі на печі чи генераторі електроенергії. Команда сповнена рішучості знищити технологію, оскільки її винайшли за межами Сполучених Штатів. Хеку доводиться вербувати своїх друзів і деяких своїх ворогів, щоб запобігти цьому та виставити Команду світові.